# JVCKenwood
JVCKenwood Corporation (яп. 株式会社JVCケンウッド, кабусики-гайся JVC кэнъуддо) — японская транснациональная компания по производству электроники со штаб-квартирой в Иокогаме, Япония. Была образована в результате слияния компаний Victor Company of Japan, Limited (JVC) и Kenwood Corporation (Kenwood) 1 октября 2008 года. JVCKenwood специализируется на производстве автомобильной и домашней электроники, беспроводных системах для мирового рынка бытовой электроники, профессиональном телевещании, видеонаблюдении, а также на цифровом и аналоговом оборудовании и системах радиосвязи.

## История
1 октября 2008 года Victor Company of Japan, Ltd (JVC) и Kenwood Corporation подписали соглашение об объединении своего управления посредством создания совместной холдинговой компании (передача акций). Совместная холдинговая компания получила название JVC Kenwood Holdings, Inc.
1 августа 2011 года JVC Kenwood Holdings, Inc. была переименована в JVCKenwood Corporation, и двумя месяцами позже было завершено слияние по типу поглощения дочерних компаний JVC и Kenwood. Слияние поглощения положило конец раздельной деятельности двух компаний.
10 декабря 2018 года JVCKenwood приобрели 40 % акций австралийской компании Tait Communications по производству радиокоммуникационного оборудования.

## Бренды и продукция
JVC — включает в себя автомобильную электронику (акустические системы, головные устройства, усилители, видео-регистраторы и другие устройства), наушники, проекторы, профессиональное оборудование для видеосъемки и телевещания, медицинские мониторы.
KENWOOD — автомобильная электроника (акустические системы, головные устройства, усилители и др.), профессиональное, а также любительское радиооборудование и системы связи.
Victor — аудио-оборудование для high-end сегмента.